# Barbella compressiramea
Barbella compressiramea är en bladmossart som beskrevs av Fleischer in Brotherus 1906. Barbella compressiramea ingår i släktet Barbella och familjen Meteoriaceae. Inga underarter finns listade i Catalogue of Life.